# منتخب تايلاند لكرة الصالات للسيدات
منتخب تايلاند لكرة الصالات للسيدات (بالتايلندية: ฟุตซอลหญิงทีมชาติไทย) هو ممثل تايلاند الرسمي في المنافسات الدولية في كرة الصالات للسيدات
. تأسس في 2005.